# Goethe- und Schiller-Archiv

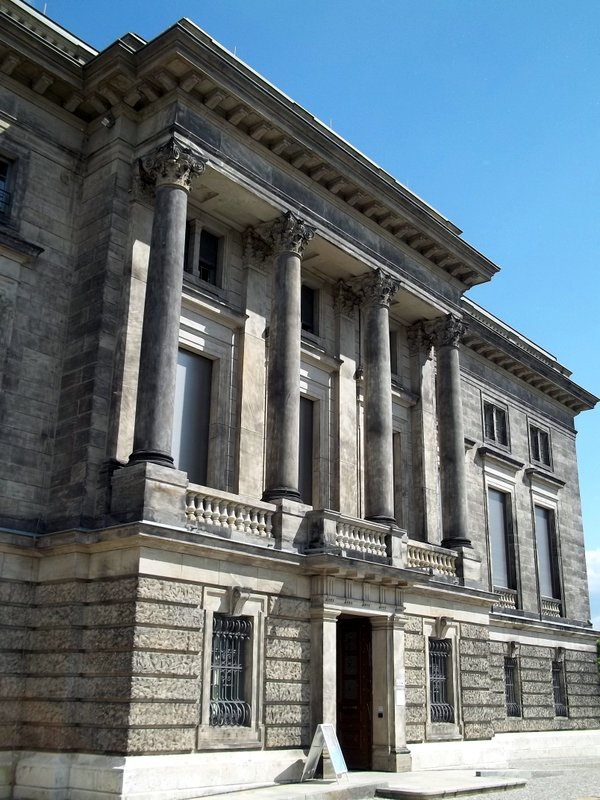
Das Goethe-Schiller-Archiv in Weimar, entstanden auf Initiative der Großherzogin Sophie – Vorder-Ansicht des mittleren und rechten Gebäudeteils (2014)

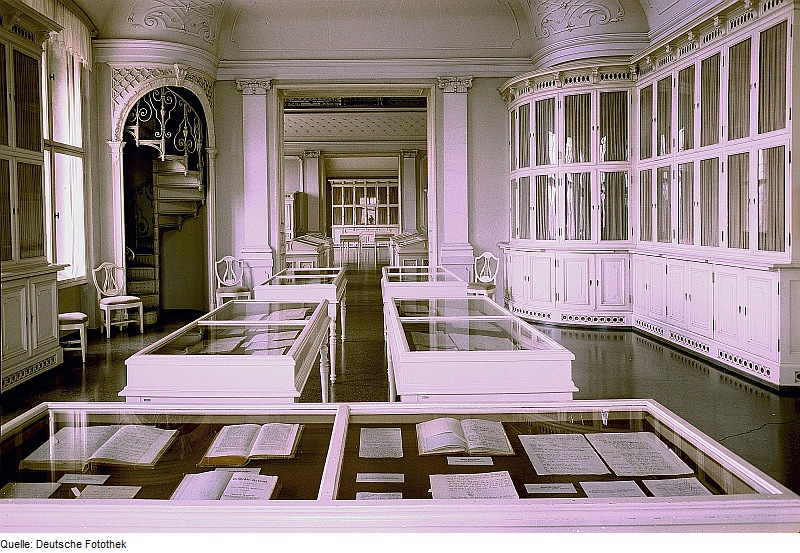
Innenraum mit Vitrinen

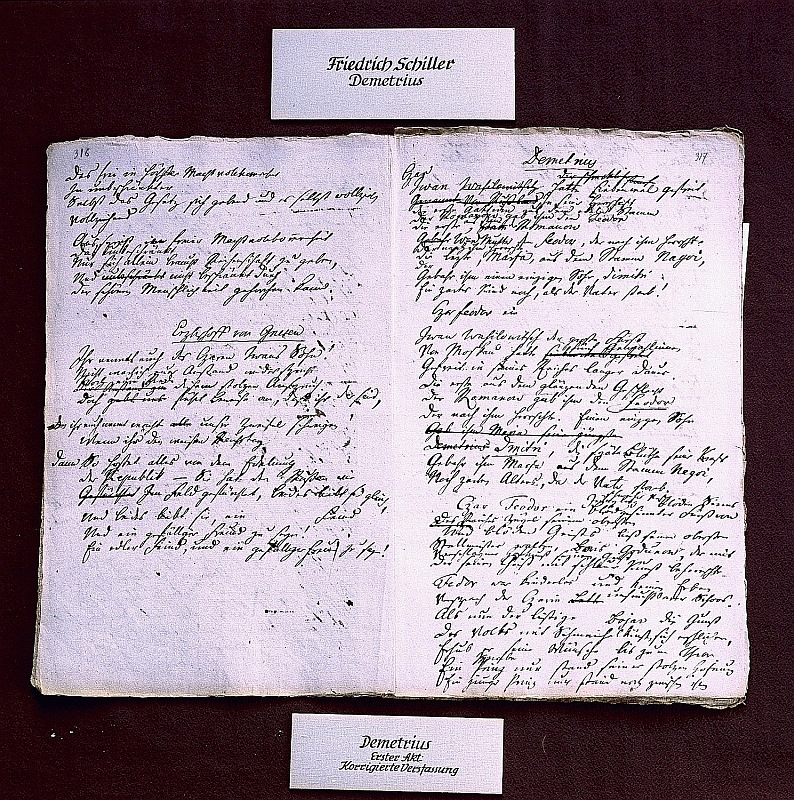
Original-Handschrift von Schillers „Demetrius“ (Erster Akt)

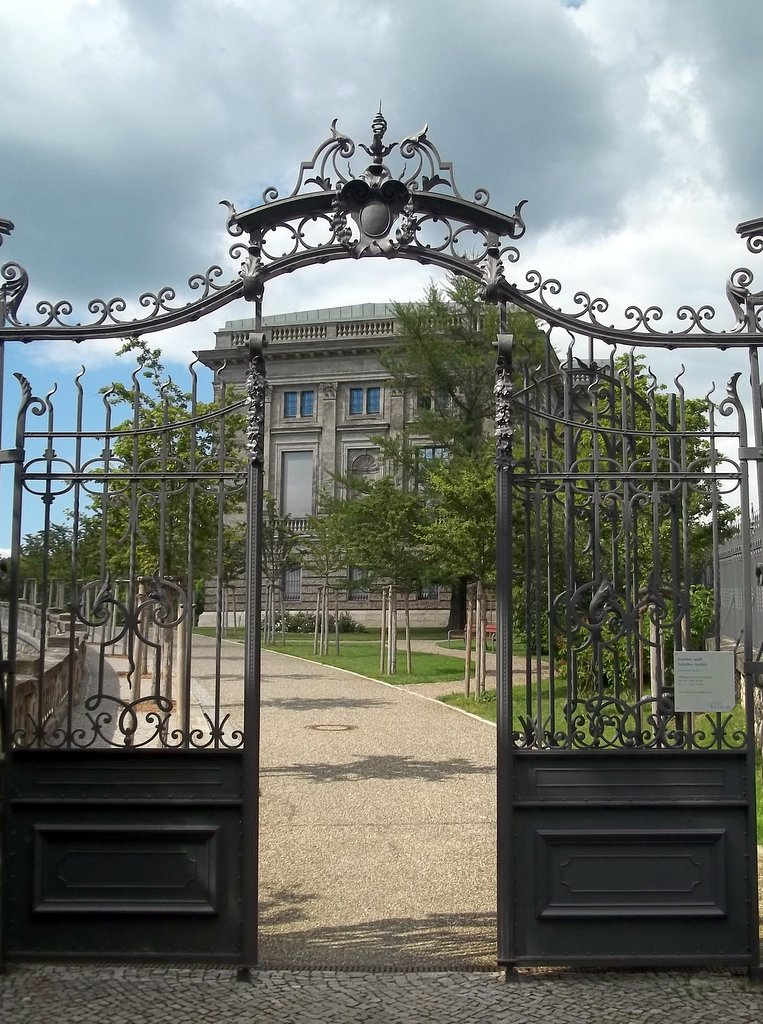
Eingangstor zum Goethe-Schiller-Archiv in Weimar (2014)

Das Goethe- und Schiller-Archiv in Weimar ist das älteste und traditionsreichste Literaturarchiv Deutschlands. Es wurde auf Anregung von Großherzogin Sophie zunächst als Goethe-Archiv gegründet. Mit der Vereinigung des Schiller-Nachlasses im Jahre 1889 wurde es zum Goethe- und Schiller-Archiv.
Die Einweihung des extra für das Goethe- und Schiller-Archiv errichteten schlossartigen Gebäudes nahm Großherzogin Sophie am 28. Juni 1896 vor. Später folgte die Aufnahme von Nachlässen weiterer Gelehrter und Künstler. Damit gehört es zu den wichtigsten Sammlungen der deutschen Literaturgeschichte des 18. und 19. Jahrhunderts.
Heute wird das Archiv von der Klassik Stiftung Weimar betreut. Der Nachlass Goethes zählt seit 2001 offiziell zum UNESCO-Fundus des Weltdokumentenerbes.

## Archivbestände
Das Goethe- und Schiller-Archiv besitzt und verwaltet heute über 150 persönliche Archivbestände, hauptsächlich Nachlässe und Familienarchive von Schriftstellern, Gelehrten, Philosophen, Komponisten und bildenden Künstlern. Zudem beherbergt das Archiv 14 Bestände institutioneller Herkunft (Vereine, Verlage etc.) sowie eine umfangreiche Autographensammlung, in der ca. 3000 Autoren vertreten sind.
Die Nachlässe stammen unter anderem von Johann Wolfgang von Goethe, Friedrich von Schiller, Christoph Martin Wieland, Johann Gottfried Herder, Ludwig Achim von Arnim, Bettina von Arnim, Leopold Schefer, Karl Immermann, Ferdinand Freiligrath, Fritz Reuter, Otto Ludwig, Friedrich Hebbel, Georg Büchner, Gustav Freytag, Karl Ludwig von Knebel, Karl Friedrich Zelter, Gerhard von Keußler, Friedrich Wilhelm Riemer, Johann Heinrich Meyer, Friedrich Justin Bertuch, Franz Liszt und Friedrich Nietzsche.
Zu den wertvollsten Archivstücken des Hauses zählen die Original-Handschriften von Goethes „Faust“ und Schillers „Demetrius“. Des Weiteren betreut das Archiv Bestände des Allgemeinen Deutschen Musikvereins, der Deutschen Schiller-Stiftung, der Goethe-Gesellschaft und des Insel Verlags Leipzig (bis 1950).
Aufgrund seines Bestandsprofils hat das Archiv den Charakter eines zentralen Archivs der deutschsprachigen Literatur des 18. und 19. Jahrhunderts.

## Archivgebäude
Untergebracht ist das Archiv in einem Gebäude, das im Jahre 1892 kurz nach dem Tod des letzten Goethe-Enkels Walther Wolfgang von Goethe von Großherzogin Sophie von Sachsen-Weimar-Eisenach in Auftrag gegeben wurde – dieser hatte in seinem Testament die Großherzogin zur Allein-Erbin des schriftlichen Goethe-Nachlasses bestimmt. Nach dem Vorbild des Petit Trianon, eines frühklassizistischen Lustschlosses im Park von Schloss Versailles, wurde der Archivbau zwischen 1893 und 1896 in einem parkähnlichen Gelände nahe der Ilm nach Entwürfen des Architekten Otto Minckert (1845–1900) errichtet. Bauleiter war der Maurermeister Max Hickethier. Die Großherzogin bestritt die geschätzten Baukosten von 400.000 Mark hauptsächlich aus ihrem Privatvermögen. Als reiner Zweckbau in einer Mischung aus Literaturarchiv und Museum sollte es die unersetzlichen Unikate der großen Dichter und Denker beherbergen. Der Lagerraum war begrenzt, weil im Keller ein Kohlenspeicher vorgesehen war und im Parterre eine Hauswartwohnung eingerichtet wurde. Das Archivgebäude wurde am 28. Juni 1896 feierlich eingeweiht.
Nach fast 120 Jahren ohne wesentliche Eingriffe in die originale Bausubstanz wurde das Archiv im Juli 2012 nach knapp vierjähriger Grundsanierung wiedereröffnet. Durch einen Erweiterungsbau sind neue Magazin- und Büroflächen entstanden, im Obergeschoss wurden Werkstätten für Restaurierung und Digitalisierung eingerichtet. Ein neuer Eingangsbereich, neue Lesesäle und ein Konferenz- und Vortragsraum sind entstanden. Die Hauptnutzfläche wurde um ca. 600 m² erweitert. Nach Ende der Bauarbeiten entsprach dies einer Raumreserve von rund 30 Prozent für künftige Erweiterungen der Bestände. Der Bereich der Beletage ist im Zuge der Sanierung in Farbe, Form und Gestaltung der ursprünglichen Fassung wieder deutlich näher gerückt.
Im Mittelsaal der Beletage werden wieder Ausstellungen gezeigt.

## Direktoren
- 1885–1887 Erich Schmidt
- 1887–1910 Bernhard Suphan
- 1900 bis 1946 als Freier Mitarbeiter:  Max Hecker
- 1911 bis 1918 Wolfgang von Oettingen
- 1917–1920 Rudolf Schlösser
- 1921–1928 Julius Wahle
- 1928–1946 Hans Wahl
- 1957–1986 Karl-Heinz Hahn
- 1991–1993 Gerhard Schmid
- 1994–2007 Jochen Golz
- 2007–2020 Bernhard Fischer
- 2020–2022 Marcel Lepper
- seit April 2022 kommissarisch, offiziell seit 1. Juli 2024 Christian Hain[5]

## Varia
- Von 1890 bis 1897 war Rudolf Steiner Mitarbeiter des Archivs.[6]
- Anfang 2016 wurde die ehemalige Hans-Wahl-Straße in „Über dem Kegeltor“ umbenannt. Die Straße war 1949 nach dem Literaturhistoriker benannt worden. Neueren Forschungen zufolge war Hans Wahl jedoch ein Antidemokrat und Antisemit, was in der Folge zu Diskussionen geführt hatte.[7]